# Carlo Piaggia
Carlo Piaggia (Badia di Cantignano, Capannori, 4 de enero de 1827 - Karkog,  Sennar, 17 de enero de 1882) fue un explorador italiano.

## Biografía

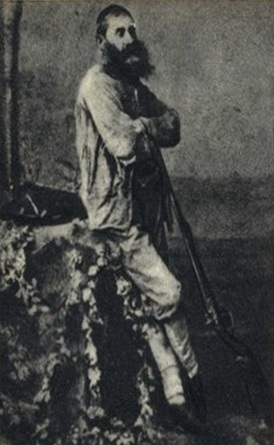
Carlo Piaggia

### Primeros años
Nació en una familia numerosa, no muy rica, todos trabajaban en las tierras o en el molino que poseían. Comenzó a recibir una adecuada educación por parte del párroco del pueblo, pero, debido a las condiciones económicas de su familia, tuvo que seguir desempeñando tareas en el campo. 
En 1849 perdió a su madre, tres hermanos y dos hermanas a causa del cólera. En mayo de 1851 decidió abandonar Italia para irse a trabajar a Túnez y Alejandría.

### Primeros viajes por África
Entre 1856 y 1857, Piaggia viajó a lo largo del Nilo, partiendo de Jartum y llegando hasta Gondokoro. En 1860, acompañó al explorador y naturalista Orazio Antinori en su viaje por la cuenca del Bahr el Ghazal, en el sur de Sudán. Desde noviembre de 1863 hasta julio de 1865 permaneció allí, hasta que se agotaron sus provisiones. Durante este período profundizó sus conocimientos geográficos, etnográficos y antropológicos, ya que frecuentó la tribu de los Sandè. 
Desde 1871, Piaggia trabajó para la Sociedad Geográfica Italiana en Eritrea, en la región del río Anseba, recopilando información sobre las poblaciones locales. En 1873, siguiendo al cónsul francés De Sarzach y al explorador francés Raffray, cruzó Etiopía. En 1874, circunnavegó el lago Tana y exploró sus islas. En los dos años siguientes, Piaggia navegó por el Nilo Blanco con el también explorador italiano Romolo Gessi, exploró el lago Alberto y visitó el lago Kyogaen Uganda, al que llamó lago Capechi. 

### Segunda etapa en África
En 1877 regresó a Italia, aunque sólo por un breve período. Al año siguiente viajó de nuevo al sur de Etiopía, explorando los afluentes del Nilo Azul. Durante estos años su base de partida fue siempre Jartum. En 1880, supo que dos exploradores de la Sociedad Geográfica Italiana habían sido hechos prisioneros en la localidad de Cialla, en Ghera, y salió en su búsqueda a lo largo del Nilo Azul, pero la expedición fue un fracaso, pues fue encarcelado por las autoridades locales y obligado a regresar a Jartum en 1881.  
Muy agotado físicamente, a finales de 1881, emprendió una nueva expedición al Sudán meridional para ir en ayuda del explorador holandés Shuver. Llegó a Karkog, cerca de Sennar, y murió allí en enero de 1882. 
Piaggia fue proveedor de animales disecados para las principales colecciones de historia natural europeas. En el Liceo Clásico Nicolás Maquiavelo de Lucca se conserva la Colección Piaggia, con más de setenta especies de aves y una pareja de panteras.